# ماري بينوا
ماري بينوا هي لاعب كرة مضرب بلجيكية، ولدت في 16 مارس 1995 في بلجيكا.

## وصلات خارجية
- ماري بينوا على موقع رابطة محترفات التنس (الإنجليزية)
- ماري بينوا على موقع الاتحاد الدولي لكرة المضرب (الإنجليزية)
- ماري بينوا على موقع كأس بيلي جين كينغ (الإنجليزية)
- ماري بينوا على موقع خلاصة التنس.كوم (الإنجليزية)